# Grmuša
Grmuša je naseljeno mjesto u gradu Bihaću, Federacija Bosne i Hercegovine, BiH.
Nalazi se na rijeci Uni, 25 kilometara nizvodno od Bihaća.

## Stanovništvo

### 1991.
Nacionalni sastav stanovništva 1991. godine, bio je sljedeći:
ukupno: 304
- Srbi - 288
- Jugoslaveni - 4
- Muslimani - 3
- ostali, neopredijeljeni i nepoznato - 9

### 2013.
Prema popisu iz 2013. godine bilo je bez stanovnika.

## Vanjske poveznice
- Satelitska snimka  Arhivirana inačica izvorne stranice od 1. ožujka 2021. (Wayback Machine)